# Täter – Opfer – Polizei
Täter – Opfer – Polizei ist eine Sendung des öffentlich-rechtlichen TV-Senders RBB (Rundfunk Berlin-Brandenburg).
Das Magazin soll dabei helfen, die Aufklärung von Verbrechen in Berlin und Brandenburg zu beschleunigen. Seine Fernsehpremiere hatte es am 31. Mai 1992 im ORB. Moderiert wird die Sendung seit ihrer Gründung vom Moderator Uwe Madel. Sie wird sonntags von 19:00 Uhr bis 19:26 Uhr live im RBB-Fernsehen ausgestrahlt und hat eine Laufzeit von ca. 26 Minuten. Produziert wird sie von der Potsdamer Dokfilm GmbH. 
Schwerpunkt der Sendung sind Fahndungsfälle aus der Region Berlin-Brandenburg, wobei sowohl bedeutende Kriminalfälle als auch kleinere Alltagsdelikte thematisiert werden. Durch die aufbereitete Präsentation von neuen Fällen und aktuellen Fahndungsergebnissen soll die Allgemeinheit zur Unterstützung hinzugezogen werden. Den Zuschauern werden außerdem Ratschläge zum Schutz vor Einbrechern und Trickbetrügern gegeben.
2017 hatte Täter – Opfer – Polizei einen Marktanteil von durchschnittlich elf Prozent, womit es die drittbeste Einschaltquote im RBB-Fernsehen nach Abendschau und Brandenburg aktuell erreichte. Im gleichen Jahr wurde im Rahmen einer Programmreform ein zusätzlicher Sendeplatz am Mittwoch mit Schwerpunkt Verbrechensprävention eingerichtet. Später wurde dieser jedoch wieder eingestellt. 2022 wurde anlässlich des 30. Jubiläums eine Sondersendung mit den spektakulärsten und skurrilsten Fällen ausgestrahlt. Zu diesem Zeitpunkt hatte Täter – Opfer – Polizei einen Marktanteil von durchschnittlich 13,1 Prozent und umfasste insgesamt fast 1000 Ausgaben.